# Fedák Sári Színház
A Fedák Sári Színház Budapesten XXIII. kerületének színháza, amely 2015-ben nyílt meg önálló játszóhelyén. 

## Címe
1238 Budapest, Hősök tere 21.

## Épülete
Az épület 1925-ben nyitotta ki kaput, mint a katolikus egyház által adományozott Mária Kongregációs Otthon. A második világháború után az intézményt államosították, majd filmszínházat csináltak belőle. Ekkor nyerte el mai arculatát, amely több átalakítás, bontás után is megtartotta a díszített, színházias formáját. Az időközben többször átalakított színpadán számos színdarabot adtak elő. Ez a lehetőség is megszűnt az 1970-80-as években, miután az Otthon Filmszínházat bezárták. A funkcióját vesztett épület kezdett lepusztulni. Az 1990-es években az állam az épületet visszaadta az egyház tulajdonába. Bár 2006-ban megkezdődött az intézmény felújítása, részleges átalakítása, az üzemeltetés nem járt sikerrel. Néhány év múlva ismét csak néhány egyházi program került megtartásra, ezért az épület újra becsukta kapuit.
2015 januárjában üzemeltetési szerződést írtak alá. Ettől kezdve a Fedák Sári Színház a régi „Otthonban” működik. A társulat vezetői Sárkány Krisztián színigazgató és Sárkány Erika marketingvezető. A színház ma már teljes operett darabokat, gálaműsorokat, prózai műveket és musicaleket is bemutat.

## Társulata
- Altsach Gergely
- Babják Annamária
- Bede Blanka
- Bereznai Roland
- Cseke Brigitta
- Dénes Ilona
- Halmi Ildikó jelmezkészítő
- Haberle Viktória
- Haraszti Elvira
- Horváth Lala
- H. Varga Tamás rendező
- Jenei Gábor
- Kázmér Tamás
- Kiss Réka
- Nemcsók Nóra
- Öller Roland
- Putnoki László
- Sárkány Krisztián
- Semsei Dániel
- Simon Zoltán
- Szabó Antal
- Szabó Rebeka
- Szélpál Szilveszter
- Szondi Tamás
- Szőke Laura
- Tallós Ferenc
- Tiszai Nagy Ildikó
- Újhelyi Andrea
- Ujvári Gergely
- Virágh József
- Zsiga László